# メリウェザー・ルイス・ウォーカー

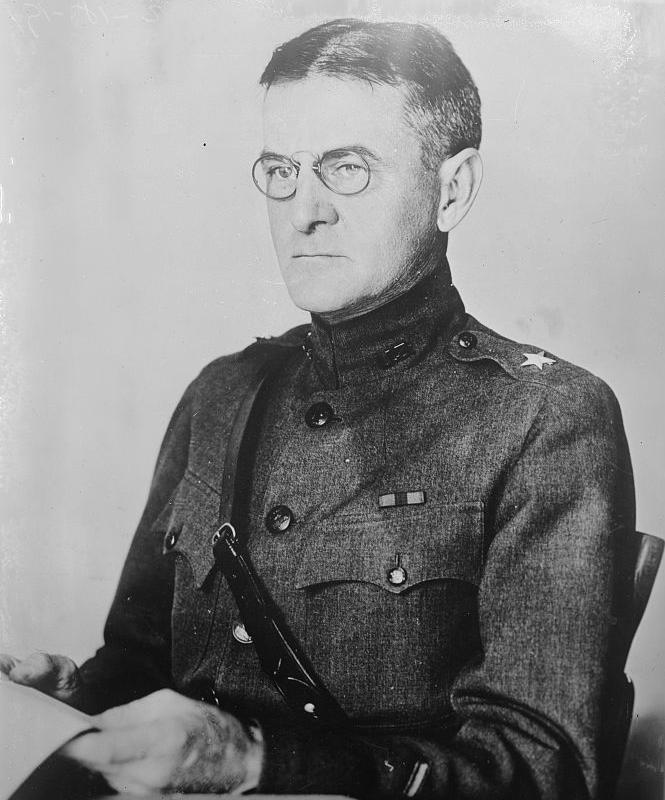
メリウェザー・ルイス・ウォーカー准将

メリウェザー・ルイス・ウォーカー (Meriwether Lewis Walker、1869年9月30日 - 1947年7月29日) は、アメリカ合衆国の軍人、技術者である。
1893年に陸軍士官学校、1896年に工兵学校を卒業し、陸軍工兵隊に配属。1912年から1914年にかけて陸軍野戦工兵学校の校長、1914年から1916年から陸軍士官学校で実戦軍事工学の教授を務めた。1916年から1917年まで続けられたパンチョ・ビリャ遠征軍（メキシコ遠征）のチーフ・エンジニアとなり、1918年から1918年において第一次世界大戦のアメリカ派遣軍でチーフ・エンジニアとしてフランスに派遣された。1919年から1920年はアメリカ陸軍大学校の教官を務め、1920年に大佐に昇進した。1921年からパナマ運河の保守管理担当者になり、1924年10月から1928年までパナマ運河地帯の総督を務めた。
運河の交通量は彼の在職中に増大し続け、拡張（en:Panama Canal expansion project）の必要性を予見した。1925年にイリノイ州選出の下院議員のマーティン・B.マッデン（en:Martin B. Madden）を伴って、ジャングルの奥地にある貯水池の建設可能地を訪れ、後の1936年にMadden Damが建設された。